# بالم باي
بالم باي (بالإنجليزية: Palm Bay)‏ هي مدينة أمريكية تقع في ولاية فلوريدا. تبلغ مساحة هذه المدينة 178.3 (كم²)،ويبلغ عدد سكانها 103190 نسمة حسب إحصاء سنة 2010 م 103190.

## أعلام
- كاميرون لونغ
- راي داندريدغ
- كزافييه كارتر
- جو سن